# 베스트팔베크역
베스트팔베크역(U-Bahnhof Westphalweg)은 베를린 템펠호프쇠네베르크구 마리엔도르프에 있는 U6의 역이다. 1966년 2월 28일 CII선의 템펠호프역-알트마리엔도르프역 연장 구간 개통 당시에 개업했다. 마리엔도르퍼 담(Mariendorfer Damm) 도로상에 위치해 있으며, 역 남동쪽으로 베스트팔베크가 교차한다. 마리엔도르프의 시장이었던 빌헬름 후고 베스트팔(Wilhelm Hugo Westphal, 1859년-1925년)의 이름을 따 왔다.
베를린 버스 282번과 환승 가능하다.

## 역사

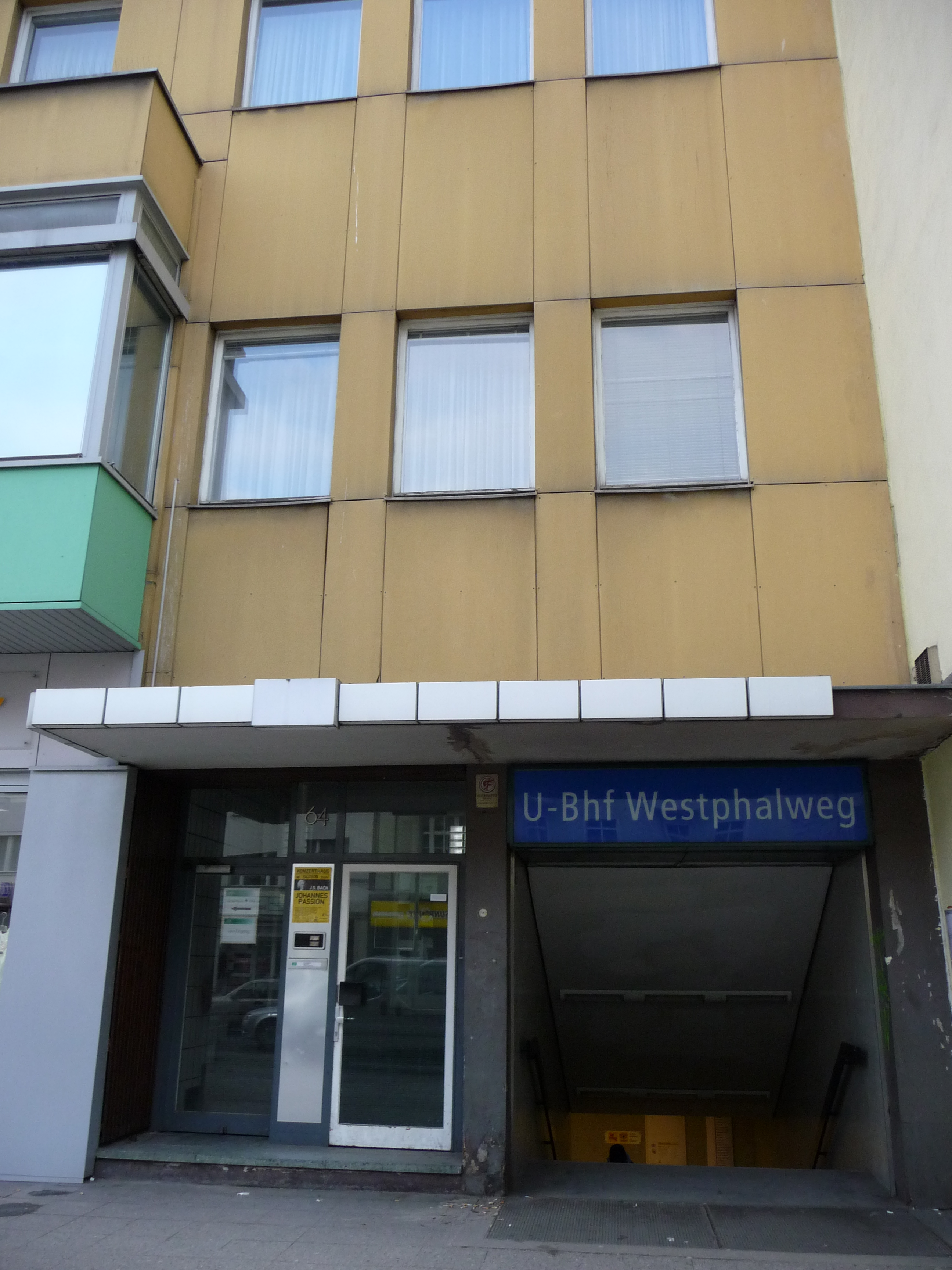
마리엔도르퍼 담 64 가옥으로 연결된 출입구

C선의 마리엔도르프 방면 연장은 1930년대에 이미 계획되어 있었고 1961년에 착공했다. 라이너 륌러가 역사를 설계했다. 대합실의 주요 색상은 흰색, 노란색, 다양한 녹색이다. 승강장 외벽은 대형 파란색 세라믹 타일로 마감되어 있다. 승강장 중앙부 기둥은 붉은 벽돌로 마감되어 있다. 2009년에 역에 있었던 광고판을 철거했고, 그 해 12월에 다양한 꽃의 사진으로 대체했다. 섬식 승강장의 양쪽으로 출구가 설치되어 있다.
부지가 협소하여 근처에 있는 일반 가옥인 마리엔도르퍼 담(Mariendorfer Damm) 61, 64 가옥으로 북쪽 출입구를 설치했다.
2018년 말 1960년대와 1970년대 서베를린에 건설된 도시 철도역 12곳의 일부로 베를린의 건축유산으로 지정되었다.
2020년까지 엘리베이터가 완공될 예정이었으나 2023년 현재까지 건설되지 않았다.

## 인접 철도역
| 베를린 지하철 6호선            | 베를린 지하철 6호선 | 베를린 지하철 6호선   |
| ------------------------------ | ------------------- | --------------------- |
| 울슈타인슈트라세 알트테겔 방면 | U6                  | 알트마리엔도르프 방면 |